# Rye (East Sussex)
Rye è un paese di 4 503 abitanti della contea dell'East Sussex, in Inghilterra. Rye è oggi una parrocchia civile inglese, ma in passato era considerata una città.
È situata alla confluenza di tre fiumi (Rother, Tillingham e Brede) e a circa tre chilometri dal mare. Durante il Medioevo, Rye era un membro importante della confederazione dei Cinque Porti ed era quasi interamente circondata dal mare. Procurava allora navi da guerra al re ed era coinvolta in azioni di contrabbando lungo la Manica durante i secoli XVIII e XIX. La famosa Hawkhurst Gang aveva la sua base a Rye, sfruttando passaggi segreti che collegavano le osterie della città.
La sua storia e la sua posizione ne fanno una meta turistica, tant'è che l'economia del paese si basa nel XXI secolo principalmente sul turismo. Da Rye parte inoltre una piccola flotta di navi da pesca e vi stanziano barche da diporto.